# Jean Audouze
Jean Audouze (Cahors no Lot, 13 de novembro de 1940) é um astrofísico francês.
Ele é pesquisador e diretor do  CNRS  e professor no Instituto de Estudos Políticos de  Paris.

## Publicações
- Aujourd'hui l'Univers,
- Enquête sur l'Univers,
- Les Particules et l'Univers,
- Regards sur le visible (com J.-C. Carrière),
- L'Univers,
- L'Éthique des énergies.